# 小行星5851
小行星5851（英語：5851 Inagawa）是一颗围绕太阳公转的小行星。1991年2月23日，伊野田繁、浦田武在烏山町发现了此天体。
这颗小行星的绝对星等为128.2433277544538等。